# 마린 아일랜드
마린 아일랜드(Marin Ireland, 1979년 8월 30일 ~ )는 미국의 배우이다.

## 출연 작품
- 맨츄리안 켄디데이트 (2004)
- 내 남자는 바람둥이 (2007)
- 나는 전설이다 (2007)
- 레이첼, 결혼하다 (2008)
- 더 로스 오브 티어드롭 다이아몬드 (2008)
- 엠티맨 - 노라 역
- 딜 체인져 - 엘렌 도일 역
- 라이트 프롬 라이트
- 다크 앤드 위키드 - 루이스 역
- 부기맨 - 리타 빌링스 역